# Lion Solser

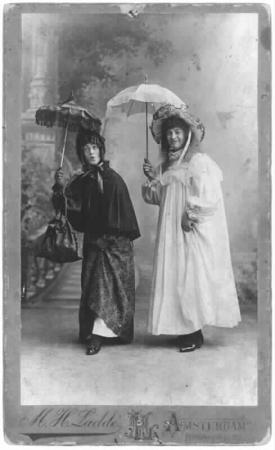
Lion Solser en Piet Hesse

Abraham (Lion) Solser (Rotterdam, 6 februari 1877  –  aldaar, 3 augustus 1915) was een Nederlands komiek en acteur in de eerste Nederlandse films in de late 19e en het begin van de 20e eeuw. Zijn ouders waren Johannes Solser (van der Vank) en Engelina Florina Hartlooper. 
Solser trouwde met de toneelactrice Adrienne Willemsens (Schaarbeek, 25 maart 1872) op 10 augustus 1899.  Hij werkte samen met Piet Hesse en ook met zijn vrouw. Solser en Hesse speelden ze in 1896 in de eerste Nederlandse fictiefilm Gestoorde hengelaar van M.H. Laddé. Later speelden ze weer samen in twee films uit 1900 en 1906, die beide Solser en Hesse heetten. Solser en Hesse traden vanaf circa 1910 op met zogenaamde 'Amsterdamsche schetsen', waarbij Solser onveranderlijk de vrouwelijke hoofdrol voor zijn rekening nam. Zijn laatste optreden was in Weet je 't al van Schellevis-Mie? uit 1915.
Solser pleegde zelfmoord op 3 augustus 1915 in Rotterdam op de leeftijd van 38 jaar.